# 薩爾弗斯普林斯 (阿肯色州耶爾縣)
薩爾弗斯普林斯（英語：Sulphur Springs）是位於美國阿肯色州耶爾縣的一個非建制地區。該地的面積和人口皆未知。

## 地理
薩爾弗斯普林斯的座標為35°11′33″N 93°19′34″W / 35.19250°N 93.32611°W，而該地的平均海拔高度為139米（即456英尺）。